# Prima (liturgia)
Prima, o la Primera Hora, es una de las horas canónicas del Oficio Divino, dicho a la primera hora del día (6:00 am en los equinoccios pero más temprano en verano, más tarde en invierno), entre la hora del amanecer de Laudes y la hora de las 9 am de Tercia. Sigue siendo parte de las liturgias cristianas del cristianismo oriental, pero suprimida dentro de los ritos litúrgicos latinos por el Concilio Vaticano II. En la Iglesia copta, una denominación del cristianismo ortodoxo oriental, todos los miembros de esta denominación, tanto clérigos como laicos, rezan el oficio de Prima a las 6 am en dirección este de la oración, siendo uno de los siete tiempos fijos de oración. El clero católico de rito romano obligado a celebrar la Liturgia de las Horas aún puede cumplir con su obligación utilizando la edición del Breviario Romano promulgada por el Papa Juan XXIII en 1962, que contiene Prime. Como todas las horas litúrgicas, excepto el Oficio de Lecturas, se compone principalmente de Salmos . Es una de las Pequeñas Horas.

## Nombre
Desde los tiempos de la Iglesia primitiva, se ha enseñado la práctica de siete tiempos fijos de oración; en la Tradición Apostólica, Hipólito instruía a los cristianos a orar siete veces al día «al levantarse, al encender la lámpara de la tarde, al acostarse, a medianoche» y «la tercera, sexta y novena horas del día, siendo horas asociadas con la Pasión de Cristo». Con respecto a orar por la mañana temprano, Hipólito escribió: «Del mismo modo, a la hora del canto del gallo, levántate y ora. Porque a esta hora, con el canto del gallo, los hijos de Israel rechazaron a Cristo, a quien conocemos por la fe, esperando cada día en la esperanza de la luz eterna en la resurrección de los muertos».
La palabra «Prima» procede del latín y se refiere a la primera hora de luz del día (la que comienza con la salida del sol). Juan Casiano (c. 360 - c. 435) la describe como matutina (hora), («a» o «la») «hora de la mañana» (traducida también como «Maitines»), una descripción aplicada también, según Alardus Gazaeus incluso por Casiano, a la hora del amanecer de Laudes. Benito de Nursia (c. 480 - c. 547) se refiere a la Hora Prima utilizando el término «primae tempore» («el tiempo de la Primera Hora») para la Hora Prima y utiliza matutino tempore («tiempo de la mañana») para hablar de Laudes, considerando Laudes como el primero de los siete oficios diurnos, que asocia con el Salmo 118/119: 164, «Siete veces al día te alabo por tus justas reglas», y que distingue del único oficio nocturno de la Vigilia, que relaciona con el Salmo 118/119:62, «A medianoche me levanto para alabarte, por tus justas reglas».
En el Antiphonarium benchorense (quizá hacia 700) lo que generalmente se llama prima (hora) se llama secunda. F.E. Warren afirma: «'Secunda' como equivalente de 'Prima', el título habitual de la primera de las Horas del Día es un título muy antiguo, pero ahora ha dejado de usarse. Se encuentra en el Missale Gallicanum (p. 179), también en el C.C.C.C. MS.272, un Salterio de Reims del siglo IX». En las liturgias orientales, los nombres de este oficio en las distintas lenguas significan «primera (hora)». 